# جردن هینسن
جردن دانیل هینسن (انگلیسی: Jordan Danielle Hinson؛ زادهٔ ۴ ژوئن ۱۹۹۱) یک هنرپیشه اهل ایالات متحده آمریکا است. وی از سال ۲۰۰۴ میلادی تاکنون مشغول فعالیت بوده‌است.
از فیلم‌ها یا مجموعه‌های تلویزیونی که وی در آن‌ها نقش داشته است می‌توان به سی‌اس‌آی: میامی (۲۰۰۸) اشاره نمود.